# Ente Nazionale Democratico di Azione Sociale
L'Ente Nazionale Democratico di Azione Sociale, in acronimo ENDAS, è un'associazione di promozione sociale italiana fondata nel 1946, col nome di Movimento di Azione Sociale venne riconosciuto dal Ministero dell'interno associazione con fini assistenziali dal 1949. Nel 1974 cambió ragione sociale adottando l'attuale di Ente Nazionale Democratico di Azione Sociale - ENDAS ed ebbe il riconoscimento dal CONI di Ente di Promozione Sportiva dal 1976, dal Ministero dell'ambiente quale associazione di protezione ambientale, dal Ministero del lavoro e della previdenza sociale quale associazione nazionale di promozione sociale e dal Ministero dei trasporti e della navigazione quale ente riconosciuto per l'educazione stradale nelle scuole.

## Storia
L'ENDAS nasce col nome di Movimento di Azione Sociale (MAS), voluto dal primo Congresso dei Gruppi di Azione Sociale (GAS), svoltosi nel settembre del 1946 a Bologna, quest'ultimo ...sorto con lo scopo preciso di differenziarsi da ogni movimento che avesse carattere e struttura similare ad un organismo sindacale, cioè ad un organismo di azione contingente che, pur tendendo senza dubbio ad un miglioramento delle condizioni dei lavoratori, non era sufficiente ad avviarli seriamente sulla via della redenzione. Per colmare quest'ultima lacuna, viene fondato l'ENDAS che, negli intenti originari, avrebbe dovuto supportare i cittadini nella ripresa sociale ed economica del secondo dopoguerra italiano.

## Attività
L'ente si prefigge come obiettivo la promozione umana, sociale, culturale e fisica dei cittadini. Le sue attività, ispirate a concetti di cultura laica e libertaria comprendono iniziative di protezione civile e ambientale, attività sociali e assistenziali, turistiche e ricreative, sportive, di formazione professionale, di assistenza agli anziani e alle persone disabili.

## Organizzazione
L'Endas ha sede in Roma ed è presente in tutte le Regioni e in tutte le Province italiane.
Queste ultime sono le strutture autorizzate dalla sede nazionale ad affiliare circoli, associazioni e società sportive.
Il suo attuale Presidente è Paolo Serapiglia in carica dal 2017 eletto in occasione del Congresso nazionale straordinario svoltosi a Roma.
I settori di intervento dell'Endas sono:
- Ambiente
- Cooperazione internazionale
- Cultura
- Educazione scolastica ed extrascolastica
- Formazione
- Solidarietà sociale
- Sport
- Turismo Sociale
- Spettacolo